# 塔夸倫博河

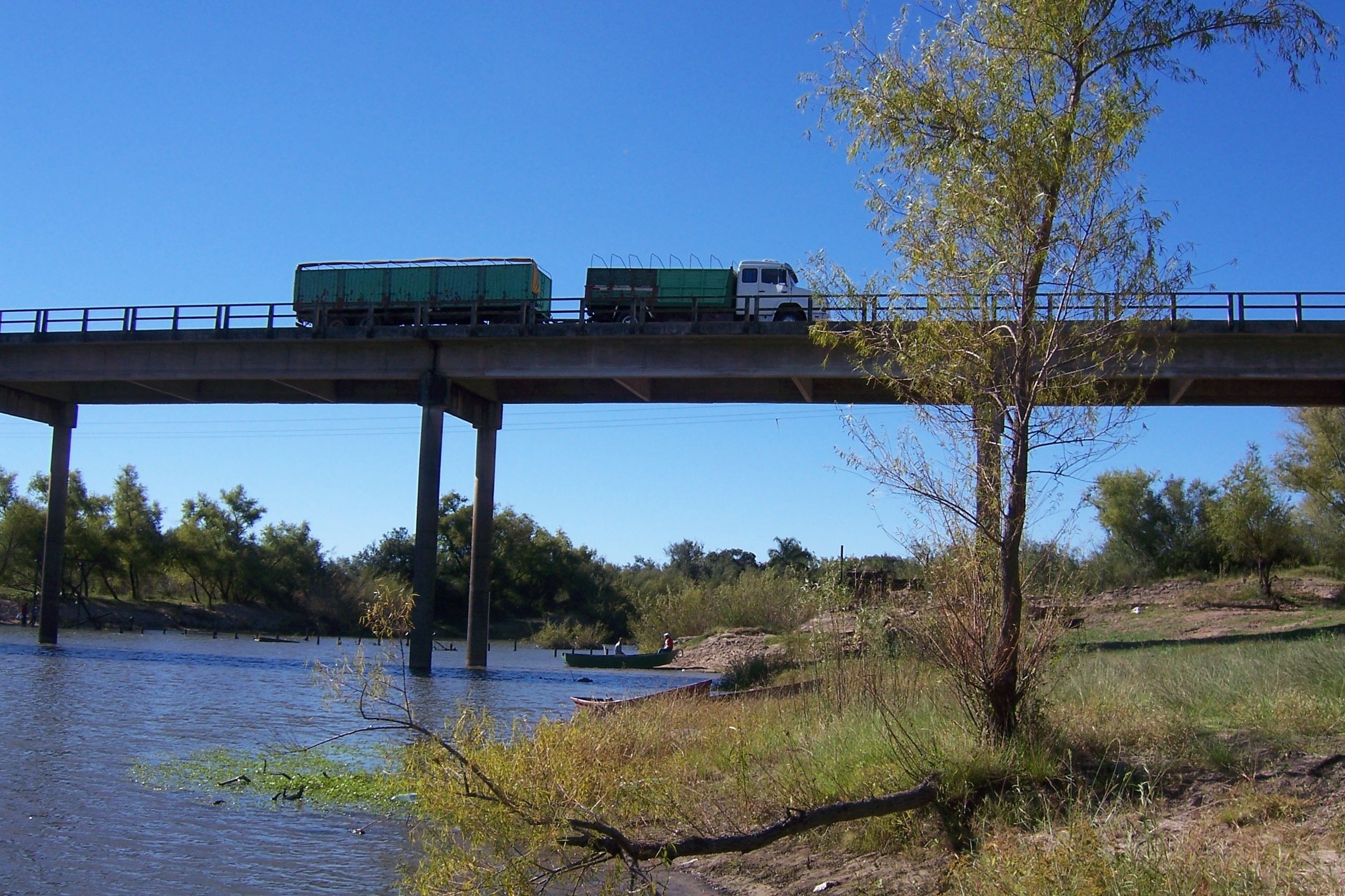
塔夸倫博河

塔夸倫博河（西班牙語：Río Tacuarembó）是烏拉圭的河流，河道全長260公里，面積約14,000平方公里，發源自里韋拉省，流經塔夸倫博省和杜拉斯諾省，最終注入內格羅河。

## 外部連結
- GEOnet Names Server（页面存档备份，存于）

31°13′48″S 55°45′58″W / 31.23000°S 55.76611°W